# M 03
Die M 03 ist eine ukrainische Fernstraße. Sie führt von Kiew in östliche Richtung über Poltawa, Charkiw, Slowjansk und Krasnyj Lutsch zur russischen Grenze bei Nowoschachtinsk. Zwischen Kiew und Boryspil ist die M 03 als Autobahn ausgebaut. Vor 1991 war sie Teil der M 19 im sowjetischen Fernstraßennetz.

## Verlauf
- Kiew
- Boryspil
- Beresan
- Jahotyn
- Pyrjatyn
- Lubny
- Chorol
- Bilozerkiwka
- Reschetyliwka
- Poltawa
- Tschutowe
- Walky
- Charkiw
- Tschuhujiw
- Wolochiw Jar
- Kunje
- Isjum
- Slowjansk
- Bachmut
- Luhanske
- Debalzewe
- Krasnyj Lutsch
- Antrazyt
- Nowoborowyzi
- russische Grenze